# Golden Axe: Beast Rider
Golden Axe: Beast Rider es un videojuego de la saga Golden Axe para PlayStation 3 y Xbox 360. Ha sido desarrollado por Secret Level y publicado por SEGA. El juego fue presentado en la edición del E3 de 2006, en Los Ángeles. El videojuego salió el 14 de octubre de 2008, aunque estaba previsto su salida para septiembre.

## Sistema de Juego
La protagonista es una amazona, Tyris Flare, que pertenece al primer juego Golden Axe (1989) de Recreativa System 16 y Mega Drive. El resto de "personajes clásicos", aunque no sean jugables, irán apareciendo a lo largo del juego. El juego se centrará en el combate sobre criaturas, de aquí el nombre del título. Cada criatura tiene sus propias habilidades y características. Estas pueden estar domadas por un jinete enemigo o son salvajes, pudiendo domarlas. En el combate a pie, la protagonista poseerá capacidad de esquivar o bloquear ataques, realizar un número de combos y de lanzar hechizos. Para recuperar la salud y el maná, tendremos que robárselo a unos gnomos que aparecerán en el camino. También se podrá equiparse con nuevas armas, incluso con la clásica "Golden Axe".
Aparte del modo Historia, habrá un Modo Arena en el cual lucharemos contra múltiples enemigos, avanzando por los niveles, y como recompensa obtendremos objetos intercambiables en el modo historia.

## Monturas
Se ha concretado que hay 5 criaturas para dominar.
- Abrax: Una especie de gran lagarto bípedo que escupe llamas de fuego y posee una cola acabada en una mola de pinchos, con la que golpea a los enemigos.[5]
- Lynth: Una criatura cuadrúpeda, que posee unos grandes cuernos. Esta puede abalanzarse sobre los enemigos o cornearlos. Además puede provocar ondas sísmicas que paralizan o hacerse invisible.[6]
- Mirigore: Una especie de gran gorila endemoniado, con unas grandes zarpas. Lento en movimiento pero rápido en el ataque, puede agarrar a sus enemigos. Además, puede lanzar hechizos para envolver sus manos en fuego o invocar tornados.[7]
- Krommath: Una gran criatura cuadrúpeda, con grandes colmillos. Lenta y pesada, embiste a sus enemigos y crea ondas sísmica al golpear el suelo con sus patas delanteras. Estas pueden ser alrededor de él o concentrada hacía una dirección.[8]
- Megabrax: Un gran reptil bípedo, que posee una gran mandíbula y una larga cola, acabada en aguijón. Con ella, clava a sus enemigos para luego metérselos en la boca. También puede comerse a sus enemigos sin falta de clavarlos en la cola. Puede lanzar un grito que tumba a sus enemigos.[9]